# Kavaj

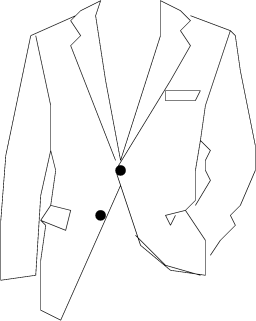
Enkelknäppt kavaj med två knappar och trubbiga slag. Fickor med ficklock och ingen biljettficka.

Kavaj, från nederländskans kabaai, av okänt ursprung, är ett klädesplagg, en kort mansrock, ursprungligen avsedd för vardagsbruk men numera främst finplagg, som antingen är del av en kostym eller en uddakavaj. Kavajen är även en del av damernas dräkt.
Klädkoden kavaj innebär att herrarna skall bära hel kostym (inte udda kavaj), vanligen men inte nödvändigtvis en mörk sådan, med ljus (inte nödvändigtvis vit) skjorta och slips alternativt fluga, damerna mellanklänning.
Kavajen var ursprungligen en arbetsjacka, som kom in i modet i samband med franska revolutionen. Den var populär bland sjömän (se skepparkavaj), och blev under 1800-talet vanligt som sport- eller fritidsplagg.
På 1870-talet föddes kostymen, vilken till en början möttes med stor skepsis och främst sågs som ett fritidsplagg. Särskilt upprördes många av den storrutiga kostymen med kring knäet insvängda byxben som kom på modet i slutet av 1870-talet.
Ännu på 1890-talet var kavajen inte fullt accepterad i salongerna. Figaro skrev bland annat: Om den usla kavajen nedlåta vi oss ej att tala. Och ännu mindre om kavajens usla bärare. Av vilka de flesta är på moraliskt fördärv: trilljannar (cyklister), skolynglingar, lantpatroner, bondriksdagsmän på hovbal och för lösdriveri varnade varietébesökare. Inte ens krigsministern bär kavaj. Så uselt är plagget. Kavajen tillhör sjöresan, ej sällskapsrummet, promenaden, teatersalongen m. m.. Försvaret för i första hand bonjouren sjöng då dock på sista versen och ganska snart därefter blev kavajen accepterad åtminstone i mindre högtidliga sammanhang.

## Knäppning
Det finns två huvudtyper av kavajknäppning: enkelknäppt och dubbelknäppt. Enkelknäppta kavajer är vanligast och kännetecknas av en enkel rad knappar. Dubbelknäppta kavajer har omlottknäppning och två rader knappar.

## Knappar
Enkelknäppta kavajer har oftast två eller tre knappar. Av dessa är den nedersta enligt vissa endast en dekorativ detalj och ska således aldrig knäppas. På en kavaj med tre knappar är den mittersta och ibland den översta avsedda att knäppas. Om den översta knappen sitter i kavajens slag är den inte ämnad att knäppas.

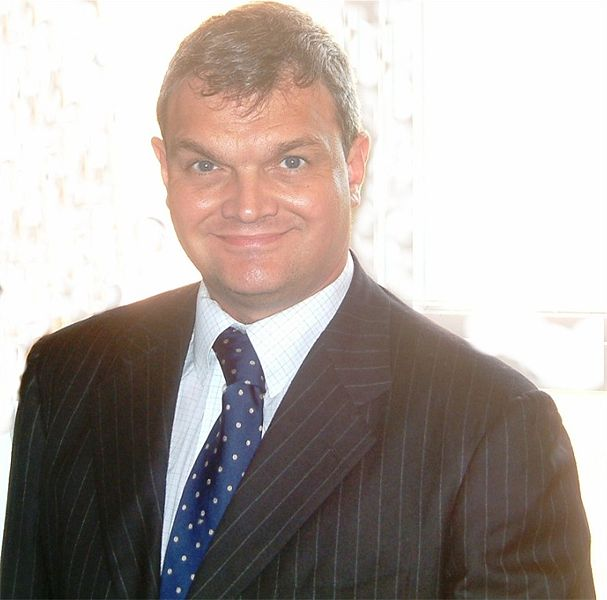
Kavaj.

Traditionen att lämna den nedersta knappen öppen påstås härstamma från kung Edvard VII som avstod från att knäppa knappen och beteendet spred sig. Teorierna om varför kungen slutade knäppa knappen varierar mellan att kungen tyckte att det såg bättre ut på det sättet, till att kungens korpulens gjorde det omöjligt att knäppa nedersta knappen. Nuförtiden är kavajerna skurna för att den nedersta knappen ska lämnas oknäppt vilket innebär att den aldrig skall knäppas.
Förklaringen är dock troligen en modern myt. Seden att lämna nedersta knappen oknäppt är en ny trend, som inte föreskrevs enligt etiketten under större delen av 1900-talet. På Edvard VII:s tid hade bonjourer och kavajer oftast fyra knappar, av vilka man vid promenad för att enkelt kunna fiska upp fickuret lämnade de tre understa oknäppta.
Dubbelknäppta kavajer har antingen fyra eller sex knappar, varav en eller två verkligen går att knäppa. De övriga är endast dekoration.
Längst ut på ärmarna sitter en rad knappar, oftast tre eller fyra till antalet. Dessa är i allmänhet endast för dekoration och går inte att knäppa upp. Skälet till detta är att det ska vara möjligt för en skräddare att reglera ärmlängden. På måttsydda och skräddarsydda kavajer brukar dock ärmknapparna vara möjliga att knäppa upp. Eftersom kavajen är sydd efter bärarens mått behöver inte ärmlängden regleras i efterhand. Personer med skräddarsydda kavajer kan ibland markera detta genom att lämna ärmens nedersta knapp uppknäppt.

## Slag
Kavajens slag är den del av kavajen nedanför kragen som är framvikt på bröstet. På kostymkavajer och uddakavajer finns två huvudtyper av slag: trubbiga slag och spetsiga slag. Trubbiga slag är vanligast på enkelknäppta kavajer. Dubbelknäppta kavajer har i allmänhet alltid spetsiga slag. Enkelknäppta kavajer med spetsiga slag är ett mode som ibland förekommer. På smokingkavajer förekommer även en tredje typ: sjalslag. På sjalslaget är kragen och slaget helt ihopsydda.
Slagens bredd varierar med modet och hör ofta ihop med slipsmodet. Om slipsmodet dikterar smala slipsar är även ofta slagen smala.
På slagen sitter ofta ett knapphål, i vilket man kan placera en blomma, ofta en lilja. Dubbelknäppta kavajer har knapphål på båda slagen, medan enkelknäppta kavajer har knapphål på vänstra sidan. Slagets knapphål skiljer sig från vanliga knapphål i och med att det är rakt sytt, medan vanliga knapphål har en liten rundning i ena änden. Skälet till detta är att slagets knapphål inte är gjort för att knäppas. På vissa typer av engelska jaktkavajer finns dock en knapp på baksidan av höger slag som kan knäppas med slagets knapphål. På vissa kavajer finns två knapphål strax under varandra. Tanken med dessa är att en blomsterstjälk ska kunna sitta mellan knapphålen. Det nedre knapphålet håller stjälkens nedre del på plats.

## Fickor
De flesta kavajer har tre fickor: en bröstficka och två sidofickor. På de flesta kavajer är fickorna endast till för dekoration och är inte gjorda för att användas som förvaringsplats. Bröstfickan är till för en bröstnäsduk: ett dekorativt tygstycke av siden, linne eller bomull. Näsdukar av bomull eller linne viks så att endast en liten del av näsduken sticker upp ur fickan, medan sidennäsdukar i allmänhet bärs nedstuckna så att en något större del är synlig.
Sidofickorna har i allmänhet utanpåliggande ficklock som täcker fickan men även modeller utan ficklock förekommer, så kallade passpoalfickor.
På vissa kavajer förekommer en fjärde ficka, biljettfickan, som är placerad på höger sida strax ovanför sidofickan. Denna ficka är också något mindre än sidofickan. Biljettficka förekommer ofta på kavajer av engelskt snitt.
På uddakavajer och kostymkavajer av grövre tyg förekommer ibland utanpåfickor. Dessa ger plagget ett mer avslappnat och mindre uppklätt intryck.

## Sprund
De flesta kavajer har en eller två slitsar i ryggslutet, oftast benämnda sprund eller sprung,  vilka gör att kavajen rör sig bättre mot kroppen, särskilt om bäraren placerar händerna i byxfickorna. På kavajer av engelskt snitt är två sidoslitsar vanligast, på kavajer av italienskt snitt är en enkelslits vanligare, och vissa amerikanska kavajer har ingen slits alls.
Slitsens ursprung är från tiden då kavajen ofta användes vid ridning. För att kavajen skulle sitta bra då bäraren satt på hästryggen var slitsen viktig.
Kavajer brukar också ha axelvaddar för att få bra form på axlarna.

## Material
Kavajer är oftast gjorda i ulltyg, men även andra tyger såsom bomull, linne och sammet förekommer. I Storbritannien är tweed vanligt.

## Uddakavaj och blazer
Vanligt är att kavajer är gjorda med tillhörande byxor, så kallad kostym, men det finns även kavajer som inte tillhör en enhetlig kostym. Sådana kallas ofta för blazer eller uddakavajer och är i allmänhet gjorda av ett grövre tyg än kostymkavajer, samt har en ledigare skärning för att få plats med en extra tröja under. Knapparna på uddakavajer är också i allmänhet av någon avvikande färg.